# Підбивані лопатки
Підби́вані лопатки́ — густий суп із лопатками і копченостями. Із копчених м'ясних продуктів можна використовувати копчені ребра, солонина закарпатська і копчена грудинка.
Лопатки — різновид спаржевої квасолі варять, картоплю варять, цибулю, моркву, копченості смажать. Додають у пательню сіль, борошно, паприку. Печеня тушиться хвилин 10–15. Додається сметана. У каструлю з вареною картоплею додають лопатки та піджарку. Додають насамкінець зелень.